# Erythrolamprus janaleeae
Espèce
Synonymes
- Liophis janaleeae Dixon, 2000

Statut de conservation UICN

 LC  : Préoccupation mineure
Erythrolamprus janaleeae  est une espèce de serpents de la famille des Dipsadidae.

## Répartition
Cette espèce est endémique du versant Est de la Cordillère des Andes au Pérou. Elle se rencontre entre 854 et 2 700 m d'altitude.

## Étymologie
Cette espèce est nommée en l'honneur de Janalee P. Caldwell.

## Publication originale
- Dixon, 2000 : Ecuadorian, Peruvian, and Bolivian snakes of the Liophis taeniurus complex with descriptions of two new species. Copeia, vol. 2000, no 2, p. 482-490.